# Robot des Bois
Robot des Bois (Robot of Sherwood) est le troisième épisode de la huitième saison de la deuxième série de Doctor Who, diffusé sur BBC One le 6 septembre 2014. Dans cet épisode, le Docteur rencontre Robin des Bois et le shérif de Nottingham.

## Accroche
Clara demande au Docteur de lui permettre de faire la connaissance de Robin des Bois. Le Docteur lui fait remarquer que Robin des Bois n'est pas un personnage réel, mais un héros du folklore ; cependant, c'est quand même lui, à la stupéfaction du Docteur, qu'ils rencontrent dans la forêt de Sherwood.

## Distribution
- Peter Capaldi : Douzième Docteur
- Jenna Coleman : Clara Oswald
- Tom Riley : Robin des Bois
- Roger Ashton-Griffiths : maître Quayle
- Ben Miller : shérif de Nottingham
- Ian Hallard : Allan A'Dayle
- Trevor Cooper : frère Tuck
- Rusty Goffe : Petit Jean
- Joseph Kennedy : Will l'Écarlate

- Adam Jones : Walter
- Sabrina Bartlett : Pupille de Quayle (Belle Marianne)
- David Benson : Le Héraut
- David Langham : Garde
- Tim Baggaley : Chevalier
- Richard Elfyn : voix des chevaliers

### Version française
- Version française - Dubbing Brothers
- Adaptation - Olivier Lips & Rodolph Freytt
- Direction artistique - David Macaluso
- Chargée de production - Jennifer Harvey
- Mixage - Marc Lacroix

Avec les voix de
- Philippe Résimont - le Docteur
- Frederik Haùgness - Robin
- Fabian Finkels - Allan A'Dayle
- Marielle Ostrowski - Clara
- Sébastien Waroquier - Garde
- Michel Hinderyckx - Héraut
- Jean-Paul Landresse - Quayle

## Résumé
Clara Oswald convainc le Docteur de l'emmener rencontrer Robin des Bois, en dépit des dénégations du Docteur qui lui affirme que Robin des Bois n'est qu'une légende. Quand le TARDIS se pose dans l'Angleterre médiévale, ils sont accueillis par un homme qui affirme être Robin des Bois. Le Docteur demeure incrédule même lorsque Robin les emmène tous les deux à la rencontre de sa bande de Joyeux Compagnons. Clara s'y amuse beaucoup et apprend que Robin est toujours à la recherche de la belle Marianne, mais le Docteur est convaincu qu'il y a quelque chose qui cloche, et se méfie de Robin.
Robin, ses hommes, et le Docteur et Clara assistent à un tournoi de tir à l'arc organisé par le shérif de Nottingham. Robin, déguisé en Tom le Rétameur, se retrouve dans le tour final contre le shérif afin de gagner le prix, une flèche d'or. Comme le dit la légende, Robin parvient à vaincre le shérif en fendant sa flèche avec son propre tir. Le Docteur apparaît soudain et conteste le résultat, fendant immédiatement la flèche de Robin avec la sienne. Les deux hommes commencent à se défier avec davantage de flèches jusqu'à ce que le shérif ordonne qu'on mette fin à la compétition, et envoie ses chevaliers - qui s'avèrent être des robots camouflés - pour s'emparer d'eux. Le Docteur laisse les chevaliers robots les capturer tous les trois afin qu'ils puissent en savoir davantage sur les plans du shérif.
Le Docteur et Robin, en essayant de mettre au point un plan d'évasion, se chamaillent à un tel point que les admonestations de Clara paraissent faire d'elle leur chef aux yeux de leur geôlier, et elle est donc emmenée pour être interrogée par le shérif en personne. Clara parvient à pousser le shérif à révéler son passé - il a aperçu l'écrasement d'un vaisseau spatial et essaie de le réparer en réquisitionnant tout l'or de la région, de telle sorte qu'il puisse se rendre à Londres et s'emparer du royaume. Pendant ce temps, le Docteur et Robin parviennent à s'échapper de leur prison, et localisent le vaisseau spatial. Le Docteur comprend que le vaisseau est tombé à travers le temps depuis le futur de la Terre, et qu'il était en chemin vers la Terre Promise (déjà mentionnée par l'homme au demi-visage dans En apnée), et quand il s'est écrasé sur Terre, il s'est camouflé en château, a dispersé dans l'atmosphère environnante des substances chimiques pour faire davantage ressembler la région à la forêt de Sherwood du mythe de Robin des Bois, et a créé des robots pour renforcer son camouflage. Il note aussi que le vaisseau contenait les mythes et légendes de l'histoire de la Terre dans sa base de données, y compris Robin des Bois, et est donc convaincu que Robin est également un robot créé par le vaisseau. Le shérif arrive avec Clara qu'il force à le suivre, ayant été alerté de la présence du Docteur. Clara parvient à lui échapper et lui et Robin sautent du château dans les douves, tandis que le Docteur est ramené comme prisonnier.
Robin et Clara retrouvent leurs hommes, et Robin commence à douter de sa propre existence, mais Clara lui assure qu'il peut être le héros, lui disant ce qu'elle sait de lui. Pendant ce temps, le Docteur comprend qu'il n'y a pas assez d'or dans la région pour totalement achever les réparations du vaisseau, et que si le shérif essayait de l'utiliser, il détruirait « la moitié du pays ». Il organise avec les autres prisonnier qui travaillent dans les zones de fonte de l'or une révolte contre les chevaliers robots, qui reçoit ensuite l'aide opportune de Robin, Clara et ses hommes. La plupart des robots sont détruits et le reste s'enfuit. Le shérif réapparaît et défie Robin dans un duel à l'épée. Le bras de Robin est blessé pendant le combat, mais il parvient à précipiter le shérif dans un des cuves d'or fondu grâce à une parade que le Docteur lui a apprise, le tuant ainsi.
Le vaisseau, sous le contrôle des quelques robots survivants, décolle en détruisant le château, tandis que le Docteur et Clara aident les prisonniers survivants à s'échapper. Le Docteur comprend que, s'ils fournissent assez d'or au vaisseau, il générera une bouffée de puissance qui le projettera en orbite terrestre et loin de la surface. Le Docteur, Clara, et Robin collaborent pour lancer la flèche d'or du concours vers le vaisseau et celui-ci se détruit sans risque pour les populations.
Alors que le Docteur et Clara se préparent à partir, le Docteur avoue à Robin qu'il accepte que son histoire est véridique, mais que le fait qu'il a réellement existé sera perdu pour l'histoire. Robin accepte cela après un moment et rappelle au Docteur, d'après les histoires que Clara lui a racontées, qu'il est aussi un héros avec des origines semblables aux siennes. Lorsque le Docteur continue à nier cela, Robin des Bois émet la suggestion que leur rôle n'est pas d'être eux-mêmes des héros, mais de donner à d'autres l'inspiration nécessaire pour en être. Le Docteur et Clara partent - révélant que le Docteur a laissé un cadeau à Robin - il a trouvé la belle Marianne et l'a amenée pour qu'elle soit réunie avec Robin.

### Continuité
- Le Docteur évoque la planète Mars et les Guerriers de Glace.
- Le Docteur émet l'hypothèse que Clara et lui sont dans un miniscope, un appareil rencontré dans l'épisode Carnival of Monsters avec le Troisième Docteur.
- Le fil rouge autour de la « Terre Promise » continue : il s'agit de la destination du vaisseau.
- Au début de l'épisode, le Docteur assure avoir appris à combattre auprès de Richard Cœur de Lion (The Crusade) et Cyrano de Bergerac (The Mind Robber).